# Confédération internationale de la pêche sportive
La Confédération internationale de la pêche sportive est une association sportive internationale articulé autour de quatre fédérations:
- la Fédération Internationale de la Pêche Sportive en Eaux Douce (FIPSed)
- la Fédération Internationale de la Pêche Sportive a la Mouche (FIPS-Mouche)
- la Fédération Internationale de la Pêche Sportive en Mer (FIPS-Mer)
- en tant que membre associé, la Fédération Internationale du Lancer (ICSF)

La CIPS est une organisation de nature universelle qui a le but de promouvoir, coordonner et perfectionner toutes les activités qui touchent la pêche du point de vue sportif. Cette discipline était inscrite aux Jeux mondiaux depuis la première édition en 1981 jusqu'en 2005.
Elle est responsable du classement mondial des pêcheurs, de la définition des règles officielles et de l'organisation de compétitions internationales majeures.
La CIPS est affiliée à l'Association générale des fédérations internationales de sports. Elle est également partie prenante de l'Agence mondiale antidopage.

## Associations membres
En 2018, 148 Fédérations Nationales de 77 pays et une organisation internationale, représentant au total environ cinquante millions d'inscrits, adhérent a la C.I.P.S. 
| Pays               | Eau douce | En mer | Mouche |
| ------------------ | --------- | ------ | ------ |
| Algérie            | Ed        | Mer    |        |
| Andorre            | Ed        |        |        |
| Angola             |           | Mer    |        |
| Australie          | Ed        |        | Mouche |
| Autriche           | Ed        | Mer    | Mouche |
| Biélorussie        | Ed        |        |        |
| Belgique           | Ed        | Mer    | Mouche |
| Bosnie-Herzégovine | Ed        |        | Mouche |
| Brésil             | Ed        | Mer    |        |
| Bulgarie           | Ed        |        | Mouche |
| Cameroun           | Ed        |        |        |
| Canada             | Ed        |        | Mouche |
| Jersey             | Ed        |        |        |
| Chili              |           |        | Mouche |
| Chine              | Ed        | Mer    |        |
| Croatie            | Ed        | Mer    | Mouche |
| République tchèque | Ed        |        | Mouche |
| Danemark           | Ed        | Mer    | Mouche |
| Égypte             | Ed        | Mer    |        |
| Angleterre         | Ed        | Mer    | Mouche |
| Estonie            | Ed        |        |        |
| Finlande           | Ed        |        | Mouche |
| France             | Ed        | Mer    | Mouche |
| Allemagne          | Ed        | Mer    | Mouche |
| Gibraltar          |           | Mer    |        |
| Grèce              | Ed        | Mer    |        |
| Hongrie            | Ed        | Mer    | Mouche |
| Inde               |           | Mer    |        |
| Irlande            | Ed        | Mer    | Mouche |
| Israël             | Ed        |        |        |
| Italie             | Ed        | Mer    | Mouche |
| Japon              | Ed        |        | Mouche |
| Kazakhstan         | Ed        | Mer    |        |
| Koweït             |           | Mer    |        |
| Lettonie           | Ed        |        | Mouche |
| Lituanie           | Ed        |        |        |
| Luxembourg         | Ed        | Mer    | Mouche |
| Macédoine          | Ed        |        |        |
| Malte              |           |        | Mouche |
| Mexique            | Ed        | Mer    | Mouche |
| Moldavie           | Ed        |        |        |
| Mongolie           | Ed        |        | Mouche |
| Monténégro         | Ed        | Mer    |        |
| Namibie            | Ed        | Mer    |        |
| Nouvelle-Zélande   | Ed        |        | Mouche |
| Nicaragua          |           | Mer    |        |
| Nigeria            |           | Mer    |        |
| Norvège            | Ed        |        | Mouche |
| Pays-Bas           | Ed        | Mer    | Mouche |
| Pologne            | Ed        | Mer    | Mouche |
| Portugal           | Ed        | Mer    | Mouche |
| Roumanie           | Ed        |        | Mouche |
| Russie             | Ed        |        |        |
| Saint-Marin        | Ed        | Mer    |        |
| Arabie saoudite    |           | Mer    |        |
| Écosse             | Ed        | Mer    | Mouche |
| Sénégal            | Ed        | Mer    |        |
| Serbie             | Ed        | Mer    |        |
| Slovaquie          | Ed        |        | Mouche |
| Slovénie           | Ed        | Mer    | Mouche |
| Afrique du Sud     | Ed        | Mer    |        |

## Compétitions mondiales
Depuis 2000 la CIPS organise les Mondiaux de la Pêche auxquels toutes les disciplines de la pêche sportive sont représentées. La CMAS est également partie prenante pour la partie chasse sous-marine
| Édition | Année | Pays hôte      |
| ------- | ----- | -------------- |
| Ire     | 2000  | Italie         |
| IIe     | 2006  | Portugal       |
| IIIe    | 2011  | Italie         |
| IVe     | 2019  | Afrique du Sud |